# دانيال شولمان
دانيال شولمان (بالإنجليزية: Daniel Shulman)‏ هو مصور سينمائي أمريكي، ولد في 2 أكتوبر 1966.

## وصلات خارجية
- دانيال شولمان على موقع ميوزك برينز (الإنجليزية)
- دانيال شولمان على موقع أول ميوزيك (الإنجليزية)
- دانيال شولمان على موقع ديسكوغز (الإنجليزية)